# 25469 Ransohoff
25469 Ransohoff (tên chỉ định: 1999 XC34) là một tiểu hành tinh vành đai chính. Nó được phát hiện bởi dự án Nghiên cứu tiểu hành tinh gần Trái Đất Lincoln ở Socorro, New Mexico, ngày 6 tháng 12 năm 1999. Nó được đặt theo tên Julia Dory Ransohoff, a finalist ở Cuộc thi tìm kiếm Tài năng Khoa học trẻ Intel năm 2009.